# 黄金堤

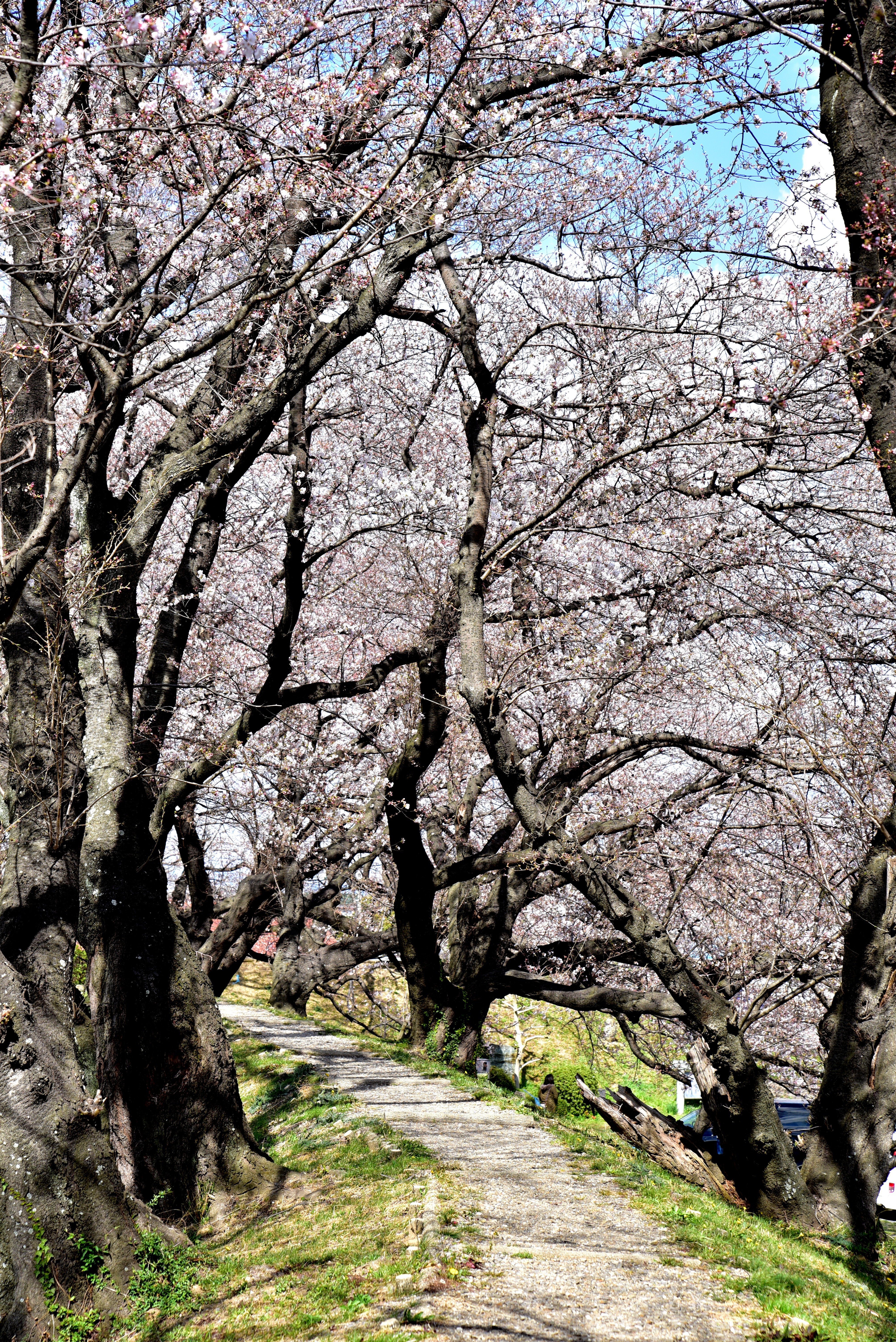
黄金堤

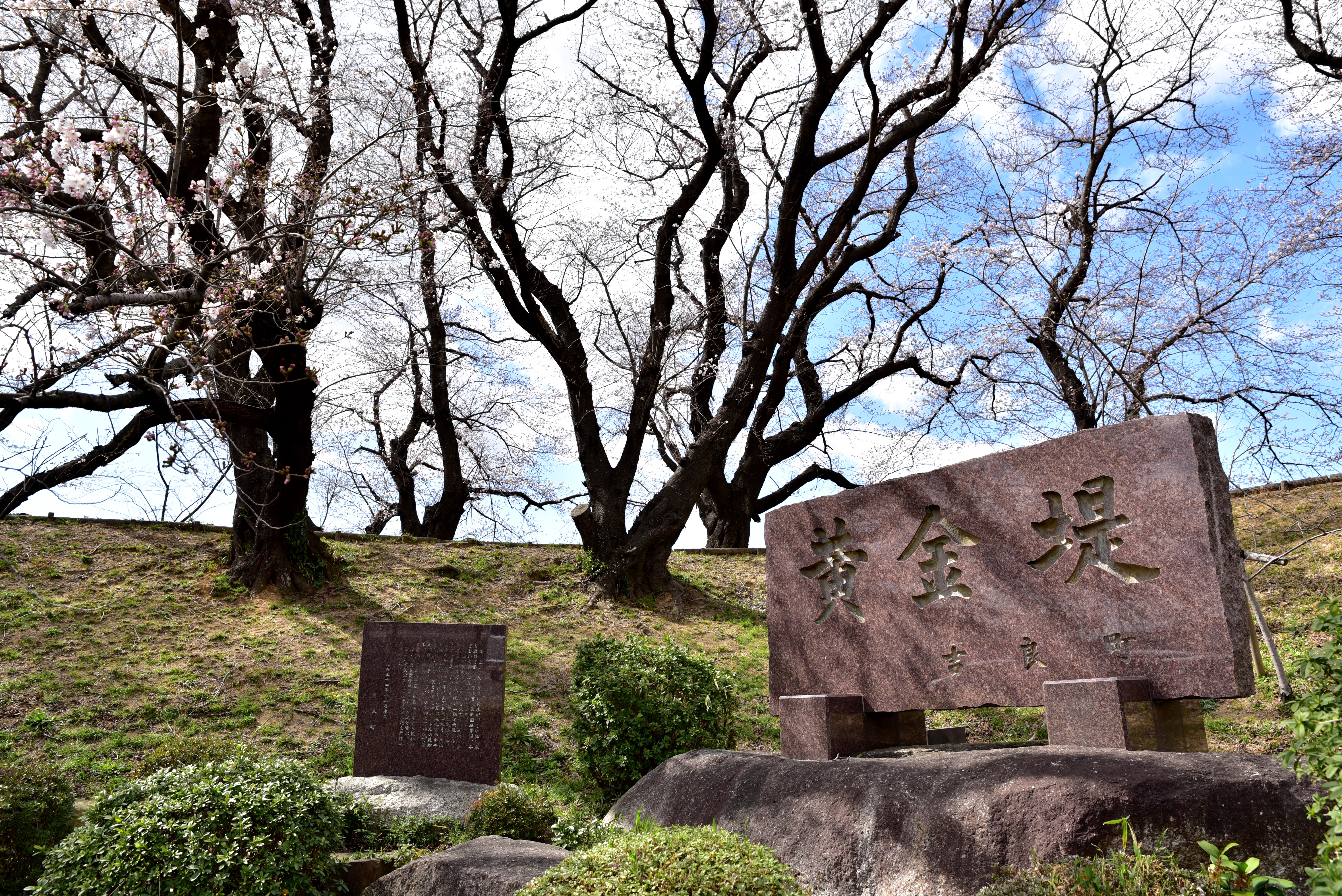
石碑

黄金堤（こがねづつみ）は、愛知県西尾市吉良町にある江戸時代に造られた堤防のことである。
元々は「小金堤」という漢字が当てられていた。伝承から別名「一夜堤」と呼ばれ、現在は桜の名所となっている。吉良町指定史跡。

## 概要
この堤がある一帯は、増水のたびに隣藩上流の広田川、須美川から流れ込む水により洪水が起こり水路もたびたび変わるという泥沼地帯であった。そのためその南にある吉良地区は洪水が起こると田畑や家財が流される心配があり、流れを矢作古川に合流させるように鎧が淵の上流に長さ180メートル、高さ4メートルの堤が築かれた。水が洩れないように粘土が使用されるなど現在の技術からみても優れたものであるとされる。
伝承の中には1686年（貞享3年）に吉良義央が水田地帯の住民を救うべく私財を投じて、領民の力を結集し一夜にして築堤されたというものがある。この堤で吉良8千石が水害から守られ金色の稲穂が田を彩るようになったことから黄金堤と呼ばれるようになったとされる。もっとも義央が現在の黄金堤を築堤したとする同時代史料は、現在までのところ確認されていない。
実際には、当時の三河における吉良氏の所領は三つの飛地になっており、その所領も九箇村合わせて3200石未満であった。立地から見て実際に黄金堤の恩恵を受けたであろう地域はさらに限定され、旧吉良領の岡山村と隣領の瀬戸村との境界付近のごく一部のみであったと考えられる。「黄金堤」の名称に関しても、その存在の初現は、明治17年の瀬戸村整埋図であり、仮に江戸期に構築されていたとしても義央の治績として裏付けるものは何も無く、1991年に行われた愛知県埋蔵文化財センターによる発掘調査によっても、吉良義央の築堤という伝承を支持する年代観は得られず「その領国政策については伝承のみ」とされた。
当時の吉良家は、義央の浪費により財政的に困窮していた状態であり、自領内の開発費用を捻出するのも相当困難な状況であったことがわかっている。伝承の中には、よく読むとそうした状況が反映されているという見方がある。前述の「一夜堤」の逸話も、吉良家が動員させた領民に一日分の対価しか払われなかったために「一夜堤」と呼ばれるようになったという話があり、本来領主である吉良氏が負担するべき新田開発などの私領普請に対して、領民に過度の負担を強いていた様子が見て取れるという。
義央の時代の記録としては、義央が家督を継いだ2年後の寛文10年(1670年)に、現在の黄金堤付近にあった鎧池で新田開発が試みられたことで近隣と争いが起こったことを記した絵図が残されている。この開発は強引に進められたらしく吉良領と隣領との間で争議に発展し、三河代官であった鳥山牛之助によって「開発した田畑は切り捨てること」という裁定が下され、この時の新田は後世に伝わっていない。また西尾市には、古くから義央が築堤した堤防により西尾藩領民が水害の被害を受け、藩主であった土井利意が苦しむ西尾藩領民を助けるために二重堤防を築堤したという逸話が残っているが、これは現在の黄金堤ではなく、この破棄された新田開発の影響によるものとみられる。義央が領民の為に黄金堤を作ったという逸話は、こうした利意の逸話などに着想を得て、立場を入れ替える形で創作されたものと考えられる。
その後の鎧池での新田開発は、吉良氏の改易を待たなくてはならなかった。正徳元年（1711年）になってから池の南側約3分の1が開発され尾崎新田村が成立し、明治以降になって排水路が整備されてようやく池全体が水田化されることになる。
吉良義央が黄金堤を作り地域の発展に寄与したとする一連の伝説は、大正期に起こった地元顕彰の運動に伴って広がったとされ、特に1932年に設立された吉良公史跡保存会が刊行した「郷土趣味読本」や「吉良義央公概伝」が、その源流と考えられており、近年ではこの義央の伝承が積極的に観光資源として地域で取り上げられている。

## 所在地
- 愛知県西尾市吉良町岡山字鎧

## 交通アクセス
- 名鉄西尾線西尾駅下車。東に5キロメートル。